# 北朝鮮核問題の年表
北朝鮮核問題の年表（きたちょうせん かくもんだいのねんぴょう）では、朝鮮民主主義人民共和国（北朝鮮）の核実験及び弾道ミサイル開発の年表を記載する。
北朝鮮が初めてミサイル発射に成功したのは1993年のことであった。北朝鮮による飛翔体が計35発とこれまでの最多を更新したのが2016年のことであり、翌2017年には、 北朝鮮が初めて公式にアメリカ合衆国領グアムへの発射を行うと威嚇した。

## 1955年から1974年まで
- 1955年：金日成が核物理学研究所を設置して、南朝鮮革命論を主張して在韓米軍撤退のために核開発を開始[2]。
- 1956年：米国極東海軍司令官で朝鮮戦争停戦協定の上級国連代表部あったC・ターナー・ジョイが北朝鮮や中国など共産主義国家による交渉手法を解説した「共産主義者の交渉手法（How Communists Negotiate）」を出版[3]。
- 1962年：寧辺核施設を開設。
- 1965年：金日成が核兵器開発に公式に言及。ウラン235を大量採掘したと宣伝開始[2]。寧辺IRT-2000の研究用原子炉が2MWの電力定格に達する。
- 1968年
  - 1月21日 - 朴大統領の暗殺を狙った襲撃(青瓦台襲撃未遂事件)[4]。
  - 10月30日-11月3日：北朝鮮の武装工作員が韓国に密入国して、韓国人殺害（蔚珍・三陟武装共匪浸透事件）[4]。
- 1974年：寧辺IRT-2000の研究用原子炉が2MWの電力定格に達する。

## 1975年から1994年まで
- 1976年8月18日：ポプラの木を切る国連側のボナファス大尉とベリト中尉を北朝鮮が斧で殺害（斧蛮行事件）。
- 1983年：核開発に必須な高性能爆薬実験開始[2]。同年10月9日に全斗煥大統領を含めた韓国政府首脳を狙ったビルマを訪問していた韓国の閣僚などミャンマー人らを含む21人が北朝鮮のテロで死亡（ラングーン事件）。
- 1986年9月14日：ソウル・アジア競技大会の開幕1週間前に、北朝鮮から依頼を受けたテロ組織が金浦空港に設置した爆発物で5人が死亡、29名が負傷。(金浦空港爆弾テロ)[5][4]
- 1987年
  - 姜哲煥が北朝鮮の収容所から脱北[6]。11月29日に金正日政治局常務委員の指示を受けた北朝鮮工作員が日本人に偽装して大韓航空機にテロ（大韓航空機爆破事件）。当時の北朝鮮外相で、国会に相当する最高人民会議常任委員長を務める金永南が直前までウガンダに五輪ボイコット要請するなどソウル五輪を全力妨害。韓国の全斗煥大統領は反対したが、アメリカは五輪開催前に北朝鮮の孤立化を防ぐことで、「おろかな行動を未然に防止できる」と説得し、同年3月から6月に世界各地で6回接触。アメリカは北朝鮮に第三国での米朝の外交官接触禁止を緩和して、北朝鮮が南北間の対話再開などに応じれば、人道名目で貿易するというシグール構想を提案。しかし、レーガン大統領は11月の大韓航空機爆破事件を受けて、北朝鮮を「テロ支援国家」に指定。シグール構想も撤回[7]
- 1987年12月：ホワイトハウスでの米ソ首脳会談でレーガン大統領にゴルバチョフ書記長が北朝鮮の依頼を受けて、「南北で構成された連邦共和国の創設」「南北それぞれ10万人未満に兵力削減」「核兵器を含めたすべての外国軍隊の朝鮮半島からの撤退」「南北が署名する不可侵宣言」「休戦協定を平和協定で代替」「南北の軍を統合」「南北が第三国と締結した民族の団結に反するあらゆる協定・条約の破棄」「連邦共和国という単一国号での国連加盟」との北朝鮮の要望伝達[8]。
- 1989年：年約80トンの使用済み核燃料を再利用可能とする再処理施設を稼働[9]。
- 1991年12月：社会主義の没落で守勢に追い込まれたことで南朝鮮革命論から連邦共和国論を主張するようになった金日成は、最終的に韓国の盧泰愚大統領と朝鮮半島における非核化、南北は体制の認定と相互不可侵を盛り込んだ「基本合意書」に合意しに関する共同宣言に合意。南北合意第1条「体制保障」で武力使用の禁止も明記、「朝鮮半島の非核化に関する共同宣言」も同時に出され、南北は核兵器やその製造施設も持たないと約束。合意時にも金日成主席は「自国は核開発をする能力も意図もない」と表明。北朝鮮は国際原子力機関 (IAEA) と核査察協定を調印する代わりに、米韓軍事演習中止と韓国にあった核兵器の撤去に成功。韓国では2018年時点でも合意は有効とされているが、金日成一族は韓国の北朝鮮への統一不可能としている在韓米軍撤退が盛り込まれなかったことから「体制保障」が盛り込まれたにもかかわらず、 合意後も南南葛藤を起こすために韓国を武力攻撃や統一のために核開発するなど不履行[10][11][2][12]。
- 韓国で金泳三大統領就任。就任の挨拶で金泳三大統領は「同盟は民族以上のものではない」と宣言。北朝鮮に融和路線を提示[13][14]。
- 1992年8月24日：韓国と中国が北京で国連憲章の原則と主権と領土保全の相互尊重主権、相互不可侵・内政不干渉、相互の平等と互恵、台湾は中国の一部、朝鮮半島の平和統一支持を骨子とする中韓修交共同声明(中韓国交成立)。しかし、その後の1999年のにんにく騒動やTHAAD報復など「台湾は中国の一部」という中国に有利な内容以外中国側は無視。にんにく騒動では金大中政府は「中国産ニンニクに対する韓国側のセーフガード（緊急輸入制限）措置をこれ以上延長しない」と中国側と秘密合意。　交渉当時に通商交渉本部長を務めていた韓悳洙青瓦台経済首席秘書官、次官補を務めていた徐圭竜農林部次官などが2002年の合意発覚後に更迭[15]。
- 1993年3月13日：金泳三大統領は就任1カ月足らずで未転向長期囚を無条件で北朝鮮に渡すなどスタートから融和路線していたが、北朝鮮が核拡散防止条約(NPT)からの離脱を宣言し、韓国に対して「ソウル火の海」と脅迫されるなど核への脅威を受けて北朝鮮への路線転換[10][12][13]。
- 1994年
  - 6月：北朝鮮が国際原子力機関(IAEA) からの脱退を宣言。
  - 10月21日：アメリカと北朝鮮国内での核開発の凍結、NPTへの復帰を条件に国交の正常化への道筋を含む「核枠組み合意」を締結。アメリカは北朝鮮に軽水炉の提供や以後北朝鮮に毎年食料と50万tの重油を供与。北朝鮮のミサイル輸出が問題になる。北朝鮮は合意後も秘密裏にプルトニウム抽出やウラン濃縮など核開発を続ける[10][11][16][17]。

## 1995年から2002年まで
- 1996年9月15日-9月18日：北朝鮮の武装工作員がサンオ型潜水艦を用いて密入国し、韓国へ浸透攻撃。(江陵浸透事件)[10]。
- 1997年
  - 2月：稼働している工場は屑鉄の山を産みだしている軍需工場だけで5年以内の北朝鮮崩壊目前であったため、「主体思想の代父」と呼ばれた北朝鮮幹部黄長燁朝鮮労働党秘書が韓国に亡命し、「私が望むのは北朝鮮の人民を一日も早く飢餓から救い、祖国の平和的統一を成し遂げることだ」として北朝鮮の民主化運動支援開始。北朝鮮の核開発に失望していた金泳三大統領は歓迎した。しかし、数ヶ月後の北朝鮮支援を主張する太陽政策論者の金大中大統領への政権交代による韓国政府の約束違反で「招かれざる客」として入れ替わるように冷遇され、盧武鉉政権発足後の2003年には韓国政府機関から呼びつけや追い出しなど苦難を受ける。「悲運の亡命者」となって、北朝鮮の融和を主張する韓国政府によって訪米を禁止されて北朝鮮から命を狙われ続け、北朝鮮の崩壊を最も望む国は韓国だと信じていたが、韓国は北朝鮮の崩壊を防ぐための金正日政権を支援する国だったと回顧[13][18][19][20][21][22]
- 12月18日：大統領選挙で北朝鮮への融和政策を主張する金大中が当選[23]。
- 1998年
  - 4月：金大中大統領が「南北経済協力活性化措置」を発表。韓国企業に対北朝鮮事業を積極的に奨励[24]。
  - 5月30日：この日パキスタンで行われた核実験が、北朝鮮の代理核実験であったとの疑惑[25]。
  - 6月22日：韓国海軍が韓国江原道束草で漁網に引っかかった北朝鮮のユーゴ型潜水艇の中から秘密文書や機器などを処分後に工作員に射殺された乗組員5名と、その後自決と見られる工作員4名の計9体の遺体発見[10]。
- 1999年6月15日：第1延坪海戦[2]。
- 2000年
  - 6月9～12日：韓国の金大中政権が現代グループを通じて4億5000万ドル(約450億円)を北朝鮮へ違法送金。6月11日に現代商船が調達した2億ドルは金正日の海外秘密資金口座である中国銀行のマカオ支店の｢DAESUNG BANK-2｣名義の口座、他には東北アジア銀行のシンガポール口座などへと送金。朝鮮労働党39号室も関わっていたことが後の韓国における2003年の対北不法送金事件の捜査で発覚。金大中大統領もメディアのインタビューで関与を認めた。対北送金の特別検察は首脳会談との関連と送金違法性のために、関連者に執行猶予を含む有罪判決。後に関係者に恩赦[26][27][28][29]
  - 6月13～15日：韓国政府が5億ドル（約530億円）を北朝鮮に供与したことで初の南北首脳会談開催[30]。韓国の金大中大統領は金正日総書記による南北首脳会談で南北共同宣言を発表し、陸路での金剛山観光や開城工業団地の稼働など韓国からの経済協力事業が次々と開始される[10][11]。
- 2001年：金大中政権が3000億ウォンの追加対北送金のために国家機関と6つの都市銀行を動員[31][32]。金正恩はスイスから帰国し、3月に「毎日のように馬に乗り、ローラーブレードもし、バスケットもし、夏にはジェットスキーをし、プールで遊んだりもするが、一般の人民はどのように暮らしているのか」と発言。後の執権後、北朝鮮国内の現実とかけ離れた指示をしていることから専門家から北朝鮮の庶民のことを知らないことの裏付けと指摘[33]。

### 2002年
- 2002年
  - 6月29日：北朝鮮による韓国への領海侵犯と攻撃(第2延坪海戦)[2]。
  - 10月：ジョン・フォーブズ・ケリー米国特使が北朝鮮を訪問。北朝鮮が枠組み合意でのプルトニウムによるものでなく、さらに危険な高濃縮ウランを用いた核開発に移行していたことが発覚[34]。

## 2003年以降

### 2003年
- 1月：核拡散防止条約(NPT)からの脱退を再度宣言。1994年の枠組み合意が破棄される。アメリカは1994年から行ってきた北朝鮮への重油の供与を停止[11][16][12]。
- 8月：中国、日本、米国、韓国、ロシア、北朝鮮が参加した６カ国協議が開始[35][12]。

### 2005年
- 2月：北朝鮮が核兵器の保有を宣言[10]。
- 6月17日：金正日総書記が平壌で韓国の鄭東泳(チョン・ドンヨン)統一部長官と面会した席で、「我が共和国(北朝鮮)は核兵器を持つべき理由がない」と初の非核化の意思表明[36]。
- 9月19日：中国を議長国として日本、米国、韓国、ロシア、北朝鮮が参加した第四回６カ国協議にて、北朝鮮が全ての核兵器を廃棄すると約束した共同宣言を採択[12][35][37]。共同声明時点で裏では地下施設で高濃縮ウランを使った核爆弾の開発に進行していたため、不要で放置状態だったプルトニウム抽出用の5メガワット原子炉をわざと整備工事をした。これは2008年6月に「核開発を放棄した」との嘘を国際社会に発信するための冷却塔爆破パフォーマンスに利用することで北朝鮮は時間稼ぎに成功[38]。

### 2006年
- 4月19日：金泳三元大統領は「親北左翼勢力がこれ以上この国を振り回せないよう徹底的に警戒し、闘争しなければならない」「金大中・盧武鉉政権を経て、この国(韓国)は親北左翼勢力が大きなことを言う正体不明のおかしな国になった」「金正日政権は銃刀を前面に出して住民を抑圧し、狂信的な洗脳で体制を維持する暴力集団だ」「ほとんど死にかけていた金正日独裁政権を国民の税金で今まで延命させたのは、金大中前大統領が犯した歴史的罪悪だ」と主張[39]。
- 7月：長距離弾道ミサイルを発射。
- 10月9日：北朝鮮が初の核実験を実施[35][12]。
- 10月9日：黄長燁元朝鮮労働党書記は回顧録に韓国での生活を加えた改訂版を出版[22]。
- 11月6日：黄長燁元朝鮮労働党書記は「北朝鮮が核実験を実施したのに、何の反応もない安全不感症に(韓国を)導いておきながらも、太陽（包容）政策が正しかったと主張するのは、歴史上最大の欺まんだと考える」「太陽政策は金正日戦略に同調するのと同じだ」と述べた。 太陽政策と先の北朝鮮核実験の関連性について、「ほぼ死にかけている金正日を生き返らせたのは太陽政策の結果」として太陽政策を「(北朝鮮の)核武装を容認し、生物・化学兵器など北朝鮮の軍事力強化を助け、韓国国内の親北反米分子を助けるのにも使われる」、韓国国内の親北反米勢力を「金正日への協調勢力というのは間違いない。平和主義者という仮面をかぶっている」と批判。中国にとって北朝鮮の存在価値を「資本主義的な自由民主主義が中国に押し寄せるのを防ぐこと以上の価値はない」と主張[40]。

### 2007年
- 2月：北朝鮮が重油提供と原子炉停止・年末までに核開発活動の全てを公表・第五回6ヵ国協議にて合意。アメリカのブッシュ大統領に凍結された在米資産2500万ドル（約26億円）の返還要求[17]。
- 6月：在米資産2500万ドル（約26億円）が北朝鮮に返還されたが、北朝鮮は核開発活動の公表の約束を守らなかった[17]。
- 10月：韓国の盧武鉉大統領と金正日総書記による二回目の南北首脳会談[10]。金正日総書記との会談で、盧大統領は14兆3000億ウォンの韓国国民負担が伴う北朝鮮の鉄道と高速道路の改修・補修、造船複合団地の提供などを約束。総額15兆ウォン（約1兆5000億円）規模に上る数々の北朝鮮への経済支援事業に合意した上に[41]黄海の北方限界線（ＮＬＬ）近隣水域という韓国の水域を事実上放棄する内容もあったため、南北首脳会談の対話録公開問題に発展となるが[42]。、ハンギョレは4日に<북핵 불능화 합의문 서명(北朝鮮の核無能力化の合意文に署名)>と報道[43]。
- 11月22日：盧武鉉政権が国連の「対北朝鮮人権決議」を棄権した国連北朝鮮人権決議棄権事件。シンガポールで北朝鮮から棄権を求める要求文書。韓国の要求ですでに北朝鮮に致命的な条項が抜いたことで棄権までしたら更に譲歩を要求されると北朝鮮人権決議案への賛成を求める宋旻淳外交通商部長官と棄権を支持する他の韓国政府出席者らの間で論争が激化し、18日に金万福国家情報院長が北朝鮮に直接意見を求めることを提案、李在禎統一部長官と文在寅青瓦台民政主席秘書官がこの提案に賛成し、北朝鮮の立場を確認後に棄権していた事が宋旻淳外交通商部長官で2016年の回顧録で記述していたことが発覚。文候補が否定したことで宋元外相、「（政府が）棄権決定を（北朝鮮に）通知したとすれば、（文書の内容が）棄権に対する答えと解釈されるのか」と盧武鉉政府にて文らが北朝鮮の意向を反映させたのは事実と批判し、盧武鉉政権当時の2007年11月に国連北朝鮮人権決議案の表決をめぐって、当時の金万福国家情報院長らが北から連絡を受けた証拠文書を2017年4月20日に公開[44][45][46][47][48]。実際に盧武鉉政権は2003年の初の北朝鮮人権決議以来、2004、2005年も棄権。核実験を強行する北朝鮮への国際社会の批判の高まりを受けて、2006年のみ唯一の賛成票[49]。

### 2008年
- 5月：北朝鮮はアメリカにテロ支援国家の指定解除を要求[17]。
- 6月27日：アメリカのブッシュ大統領によるテロ支援国家指定解除表明を受けた措置として、北朝鮮はアメリカ国務省のソン・キム朝鮮部長らを参加させ、半月以内に再建出来る寧辺にあった1986年建造した5000kW黒鉛減速炉の冷却塔を爆破する現場にCNNや日本のTBS、韓国MBCテレビなど国外のマスコミ招待した。そして6者協議の成果を誇る狙いと「政治的ショー」を目的に冷却党爆破を報道させた[50]。地下施設で高濃縮ウランを使った核爆弾の開発に移行していたため、既に必要なくなった原子炉冷却塔の爆破で「単なるショー」だったと確定[51]。北朝鮮は翌年の5月には2回目の核実験を実施[52]。
- 7月11日：53歳の韓国人女性観光客が金剛山観光で砂浜を歩いているところを北朝鮮軍の兵士に殺された。北朝鮮は入ってはいけないと止めたにもかかわらず、逃げ出したので射殺以外に選択肢がなかったと主張した。韓国は現地調査を要求したが、北朝鮮はそれを拒否して、「すべての事実が明らかであり、すべての責任は被害者と韓国の責任である」と主張した。この射殺事件の結果、韓国政府は北朝鮮との観光事業を中止[53]。
- 10月：アメリカは北朝鮮へのテロ支援国家指定を解除[17]。
- 12月：核施設凍結のための6カ国協議の首席代表会合が開催[35]。

### 2009年
- 4月：長距離弾道ミサイルを発射。、国連安全保障委員会から批判された北朝鮮は6カ国協議から脱退し、核査察官全員を国外追放した[54]。
- 5月25日：冷却棟爆破パフォーマンスで稼いだ時間で2度目の核実験を実施[10][35][55]。

### 2010年
- 3月26日：韓国海軍の哨戒艦である天安が北朝鮮の金英哲偵察総局長の指示した魚雷攻撃を受けて爆沈し、韓国軍兵士46人が死亡。(天安沈没事件)[56][57][58][57]。
- 5月：国際合同調査団が「天安」爆破・沈没の犯人を北朝鮮だと指摘。野党だった民主党(当時、後に共に民主党に改名)や支持者など左派は「フィクションだ」と主張[59]。
- 6月：韓国国会において、北朝鮮糾弾決議案採決で左派野党議員70人のうち69人が反対票[60]。
- 10月：韓国系アメリカ人らの寄付で出来た平壌科技大が開学。2018年時点で「電子コンピューター工学」「国際金融・経営」「農業・生命科学」の3学部があり、学部生約300人と大学院生約70人の男子のみ在学[61]。
- 11月：プルトニウム方式よりも効率の高い高濃縮ウラン方式で核開発を進めていた事実が発覚したことで北朝鮮はジュネーブ合意は破棄宣言。北朝鮮は「ウラン濃縮施設は保有していない」と強く否定していた。しかし、その高濃縮ウラン方式で核開発が終わったため、寧辺でウラン濃縮施設を米国の核専門家で国際安全保障協力センター（CISAC）専任研究員のジークフリード・ハッカー博士に施設内の1000台以上の遠心分離機を公開し、ＨＥＵ核兵器開発能力を誇示。2017年末にハッカー博士は「金正恩が米朝首脳会談を提案した理由は、単に『核・経済並進路線』を実行に移すためでしかないだろう」と明かし、「核開発は十分に進んだので、今後経済発展の方向に目を向けるためワシントンを利用したい」と判断したのだと指摘[62][9][63]。 23日に北朝鮮による韓国の大延坪島への砲撃で韓国の海兵隊員2名と民間人2名が死亡、海兵隊員16名と民間人3名が重軽傷(延坪島砲撃事件)[10]。

### 2011年
2月12日：民主統合党(現:共に民主党)の文在寅大統領候補が韓国日報とのインタビューで「金大中と盧武鉉政府を経ながら国家連合、あるいは低い段階の連邦制ができるという希望を抱くほどになった」と発言。

### 2012年
- 2月：「天安」爆沈や延坪島砲撃事件など韓国の挑発に成功させた功績を祝うために北朝鮮は金正日の誕生日の時期に合わせて金英哲を昇進[57]。
- 2月29日：金正恩体制で初の核実験の中断と国際原子力機関査察に合意。アメリカと北朝鮮が協議して、北朝鮮がウラン濃縮や核実験やミサイル発射などの中止、国際原子力機関（IAEA）による監督を受け入れることを条件に、アメリカは北朝鮮に24tの食糧援助を行うことを合意[16][65][35][12]。しかし、2カ月も経過していない4月13日に長距離ミサイルを発射して米朝合意不履行[66]。
- 4月13日：最高人民会議第12期第5回会議にて朝鮮民主主義人民共和国社会主義憲法が改憲され、「我が祖国を不敗の政治思想強国、核保有国、無敵の軍事強国に変える」と憲法に自国は核保有国と明記[67][68]。 光明星3号1号機を「人工衛星を打ち上げ」としたものの、長距離弾道ミサイルを発射。国連が非難声明、北朝鮮が2月29日の米朝間合意を破棄[16][12]。
- 8月：文在寅民主統合党大統領候補が  「金大中大統領が夢見ていらした国家連合、あるいは低い段階の連邦制くらいは、政権交代を通じて次の政府で必ず成し遂げる」と述べる[69]。
- 12月：長距離弾道ミサイルを発射。「人工衛星」の軌道への投入に成功と発表。

### 2013年
- 1月：国際連合安全保障理事会、北朝鮮に対する制裁を強化する決議を採択。
- 2月：3度目とされる核実験を実施。
- 12月12日：金正日・金正恩体制における実質的なナンバー2だった張成沢が甥の金正恩の命令によって機銃掃射で処刑後に、遺体を火炎放射器焼却[70]。

### 2014年
- 2014年3月：日本海に向けて中距離弾道ミサイル、ノドンを2発発射。

### 2016年
- 1月：4度目とされる核実験を実施。「水素爆弾の実験に成功」と発表。
- 7月：太永浩駐英北朝鮮公使が亡命[71]。
- 8月4月：韓国側の非武装地帯に仕掛けられた北朝鮮による地雷で20代の韓国人兵士ら二人が両足を切断する重傷。(非武装地帯地雷事件)[72][73][74]。
- 9月：5度目とされる核実験を実施。核実験を受けて、慶尚北道星州のゴルフ場に北朝鮮の核・ミサイルのために在韓米軍の高高度防衛ミサイル（THAAD）配備することを米韓合意[75]。

### 2017年
- 2月13日：金正日の長男の金正男がマレーシアのクアラルンプール国際空港で、マカオへの出国手続きのためにエアアジアの自動チェックイン機を操作している最中に金正恩の命令を受けた北朝鮮の工作員にテレビ番組と称して依頼を受けていた女性二人により毒殺
- 4月：星州にTHAADのランチャー2基が配置。以降にTHAAD配備反対派団体や一部地域住民が配備基地から2キロ地点に検問所(2017年9月7日以降は「1次検問所」)を違法設置[76]。以後、2018年4月末時点でも韓国政府が積極的措置を取らないため2017年9月と11月のそれぞれTHAAD装備や建設重機などを基地配備するために1日退かした以外に配備基地への出入りを勝手にコントロール[77][78]。
- 5月：文在寅大統領就任。文大統領は直後に「THAADランチャー4基搬入の報告漏れ」を理由にTHAAD配備手続きを強制中断[79]。
  - 6月：約1年半北朝鮮国内に拘束されたバージニア大学生のオットー・ワームビアが解放直後に死亡。アメリカ政府はアメリカ国民の渡航を原則禁止措置[80]。
- 7月7日：2016年以降に北朝鮮の木造漁船や武装漁船による日本の排他的経済水域内での違法密漁の発見多数確認されていた中で、イカやカニの好漁場で日本の排他的経済水域内にある大和堆の海域をパトロールしていた水産庁の取締船に離れた北 朝鮮の武装漁船からエンジン付きのゴムボートで急接近してきた北朝鮮人は自動小銃を取締船に向けた後に取締船の周囲を回るなどの威嚇行為を約50分間も威嚇[81]。
- 7月28日：北朝鮮が大陸間弾道ミサイル(ICBM)級の火星14をロフテッド軌道で発射し、日本海の排他的経済水域(EEZ)内に落下[82]。翌29日に北朝鮮によるミサイル発射を受けて、文大統領は「THAADランチャー4基を臨時配備したい」と方針転換を表明[83]。
- 8月：北朝鮮が「ソウルを火の海にしてやる」などと韓国を脅迫[84]。29日には日本上空を通過するミサイルを発射。
- 9月3日：6度目とされる核実験を実施[85][10][12]。
- 9月7日：核実験を受けて配備されていなかった残余のランチャー4基が追加搬入。以降からTHAAD配備反対派団体や一部地域住民が新たな検問所(2次検問所)を配備基地から1キロ地点に違法設置以降に北朝鮮の核・ミサイルのために臨時配備されたHAADに必要な建設資材や装備の搬入が妨害されているため、肝心な運用のための慶尚北道星州での基地工事が事実上ストップし始める[86]。
- 9月14日：韓国の文在寅政権が北朝鮮への「人道支援」として国連児童基金（ユニセフ）や世界食糧計画（ＷＦＰ）を仲介して800万ドル（約800億9000万円）相当の人道支援を実施を決定したことを発表[87]。
- 10月:国連の専門機関である国際民間航空機関（ICAO）は北朝鮮が事前通告なしでの相次ぐ弾道ミサイル発射が旅客機の運航に重大な危険を及ぼしているとして、理事会で北朝鮮への非難決議[88]。
- 10月31日:豊渓里核実験場崩落、北朝鮮で多数の死傷者が発生。
- 11月：南北国境の板門店共同警備区域（JSA）を通って銃撃を受けながら北朝鮮兵士が初の脱北・亡命[89]。
- 12月：2016年時点で国連特別報告書によると10万人いる核開発など外貨獲得を目的としている北朝鮮政権によって海外で奴隷労働させられている北朝鮮国民(北朝鮮による奴隷労働)を2年以内に北朝鮮に送還を義務付ける対北朝鮮制裁を国連安全保障理事会で採択[90]。

### 2018年
- 1月1日：金正恩が新年の挨拶で核兵器を「北朝鮮政権の強力な宝剣」と宣言し、「北朝鮮が永久的な核強国という現実を米国は認めなければならない」という決意を明確にした[91]。
- 2月15日：平壌市内で開催された金正日総書記の誕生を祝う中央報告大会にて、金正恩の最側近の崔竜海党副委員長が「核開発と経済発展を同時に進める並進路線を維持し、自衛的な核抑止力をさらに堅固なものにする」との演説を朝鮮中央テレビで放送[92]。
- 2月16日：北朝鮮の機関紙である労働新聞は故金正日総書記の生誕記念日に、「将軍様(金正日)の先軍革命の業績を輝かせ、世界最強の核強国、軍事強国としての威容を一層高くとどろかせなければならない」として金正日時代の核開発を「業績」として強調[93]。
- 2月23日：天安爆沈事件遺族や生き残った兵士らが金英哲朝鮮労働党中央委員会副委員長の来韓に反対する共同声明を発表[94]。
- 2月25日：北朝鮮ハッカーの拠点である中国瀋陽のあるホテルで防諜業務を総指揮して、核やミサイル開発に必要な闇取引を担当していた国家保衛省海外反探局（スパイ担当部署）トップ3で中国、ロシア、東南アジアで活動する工作員の総監督だった50台後半で金日成の父親の一族直系の康大佐等がヨーロッパに亡命目的の逃亡。衝撃を受けた金正恩は刺客を追加したが殺害失敗[95][96]。
- 2月27日：ワシントンDCで開かれた米国北朝鮮委員会（NCNK）主宰の北朝鮮問題セミナーにて、文在寅政権の統一・外交・安保特別補佐官を務める文正仁延世大名誉特任教授が「韓国の大統領が在韓米軍に出て行けといえば出て行かなければいけない」と主張[97][98]。
- 2月末:中国は国民の訪朝規制を全廃、北朝鮮ツアー公告禁止を停止[99]。
- 3月5日：金正恩と文大統領による韓国特使団5人との会談で労働新聞や朝鮮中央通信など北朝鮮国営メディアは金正恩の言葉を党第1副部長で妹の金与正と党統一戦線部長の金英哲がペンを置いている瞬間も南側の全員が熱心にメモを取っている様子を報じた。これには盧武鉉政権で国家情報院次長だった廉燉載成均館大学招聘教授などから「金正恩同志のお言葉を漏らさず書き取る南朝鮮大統領の特使団」という宣伝材料を北朝鮮に提供したとの批判[100][101]。
- 3月6日：韓国の文在寅大統領と金正恩による3回目の南北首脳会談を合意したと発表[10]。アメリカ政府高官は8日にホワイトハウスにて記者団に北朝鮮の恒久的な非核化が目的であり、「その結果以外は受け入れない」とした[102]。文大統領による特使団が平壌に滞在した6日朝に、北朝鮮の労働新聞は「核武力は正義の宝剣」、「核をより強く握る」と主張[103]。合意内容が「北朝鮮の核廃棄」ではなく、「朝鮮半島の非核化」を指すものだと指摘され、韓国が最初にアメリカの核の傘や在韓米軍を放棄すべきだと要求してくる可能性を指摘[104][105]。国家安全保障問題担当補佐官となるジョン・ボルトンは「北朝鮮との対話の度に、毎回『騙されるおめでたい奴』があらわれる」と指摘[106]。
- 3月9日：韓国政府は訪朝団が金正恩による親書を8日の訪米時にトランプ大統領に渡したとの報道について、「早期に会うことを望む」とのメッセージを口頭で伝えただけで「親書はなかった」と否定した[107]。アメリカ政府はトランプ大統領と金正恩の会談の日時と場所は後に決定するとした上で、北朝鮮の非核化が確認まで「全ての制裁と最大限の圧力は継続される」と発表[108]。マイク・ペンス副大統領は北朝鮮が対話に応じたのは国際社会の圧力が効果を発揮したこと、「具体的で恒久的であり検証可能な非核化が必要だ」として非核化が確認出来るまで全ての制裁は維持されると強調した。この時点までで、北朝鮮の国営メディアは、米朝首脳会談について報じていない[109]。
- 3月10日：北朝鮮の立場を代弁する在日本朝鮮人総連合会（朝鮮総連）機関紙の朝鮮新報がホームページに掲載した米朝首脳会談に関する記事を削除[110]。トランプ大統領は金正恩との直接会談について、「私は早々に退席するかもしれないが、話し合った結果、北朝鮮自体を含めた世界中の国にとって最高の合意に達するかもしれない。」と述べる[111]。
- 3月12日：訪朝した韓国特使の徐薫国家情報院院長は「平壌で金正恩党委員長と会った結果、それにトランプ大統領に会った結果を、忠実に安倍総理に説明します」として訪日[112]。韓国統一部の白泰鉉報道官は予定されている米朝首脳会談に10日の朝鮮新報記事削除を除き、北朝鮮が公式反応をしていないことに言及[113]。
- 3月13日：対話派のティラーソン国務長官をトランプ大統領が電撃更迭[114]。本人に電話で通告され、国内外のマスコミにはトランプ大統領のTwitterで知らされた[115]。韓国外交部は13日午後の定例会見で外交部長官の訪米と韓米外相会談の計画を発表したばかりだったが、それからわずか数時間後に会談の相手が解任された。訪米直前に韓国外交部(省)の康京和長官が事前に予定されていた米国国務相に会えないことになり、韓国外交部がパニックに陥る[116]。
- 3月14日：北朝鮮が朝鮮労働党機関紙である労働新聞にて「南朝鮮人民が望むのは招かれざる客である米帝侵略軍の無条件撤退」「(在韓米軍駐留は我らが民族に)莫大な被害と災害をもたらした。謝罪して、賠償しなければならない」と主張。中央日報はこの主張の目的を南北関係の改善の雰囲気を活用して南南葛藤を助長し、北・米間の交渉の主導権を握る通南封米戦略だと分析[117]。
- 3月16日：アメリカ国務省は国務長官代行のジョン・サリバン副長官が韓国外交部(省)の康京和長官と対話後に「「米朝首脳会談は歴史的機会かつ国際的『最大圧力』が奏功している証拠であり、これを維持すべきだという点で意見が一致した」、「北朝鮮政権が非核化に向け信頼できる、検証可能で具体的な措置を取るまで北朝鮮に対する国際社会の圧力が続かなければならない」と発表し、日本の河野太郎外相との日米外相会談で「米朝首脳会談は歴史的機会で、国際社会の最大圧力作戦が効果があり継続して施行されなければならない」ということで一致したと声明。北朝鮮が大陸間弾道ミサイル（ICBM）を発射した地域一帯を衛星写真で撮影・分析した結果、記念碑と工事の様子が報道され、朝鮮日報は「韓国の対北朝鮮特使団は核・ミサイル追加実験の中止と非核化の可能性に言及したが、北朝鮮は実際には核・ミサイル強国になったとの広報活動に熱を上げている」と指摘。国連安全保障理事会対北朝鮮制裁委員会で公開された2018年年次報告書でも、北朝鮮は海上での物資積み替え（瀬取り）により鉄鉱石・石炭・銀鉱石・亜鉛・ニッケルなど輸出が禁止されているほぼ全ての鉱物をシリア・ミャンマー・モザンビークなどに武器と共に違法で売っており、2017年の一年間で最小2億ドル（約212億円）を稼いでいたことでより強力な制裁を提案[118][119]。
- 3月20日：スウェーデンの国連大使が「国連安保理制裁を継続する必要性がある」と首都のストックホルム訪れた北朝鮮の李容浩外相らに伝達[120]。
- 3月25日：訪日したオバマ前大統領が「北朝鮮は現実の脅威で周辺国のみならず全世界にとって深刻な脅威となる兵器やミサイルの開発計画を進めてきた国だ」と都内イベントで強調。安倍首相と面談[121]。
- 3月26日：金正恩か妹の与正とみられると北朝鮮要人が北朝鮮からの特別列車が午後、中国の北京に到着したため、中朝国境や北京市中心部で厳戒態勢がとられた、中国インターネット上では要人を乗せた車列が市内を走る動画などが出回ったが、すぐに中国当局に削除された。数日前から中国国内で北朝鮮に関する報道などがネット上から削除。26日の訪中当日には中国当局から北朝鮮に関する報道を一切禁止するとの国営メディアへの通達[122]。韓国政府高官は金正恩氏の訪中説　に注視するも未確認と答え、「中朝関係が最近は最悪なのに金委員長が電撃的に訪中した可能性があるのだろうか」と訪中に懐疑的な見方を聯合ニュースの記者に呈示。　金委員長の訪中説に関し確認を求める聯合ニュースの記者に中国外務省の華春瑩副報道局長は同日の定例会見で「知っていることは全くない」と返答[123]。訪中した金正恩委員長は習近平総書記との会談したが、2004年と2006年に金正日が訪中した際には胡錦濤指導部の政治局常務委員9人全員が迎えたのと比べて熱気なく、慣例だった抱擁がなかったとの指摘[124]。金正恩は自身が訪中許可要請したことを明かし、「中国は米帝国主義の走狗（犬）」など批判していたが、中国を礼賛して北朝鮮トップとして初めて中国を「兄」で北朝鮮は中国の従属的立場と明言。朝鮮国営メディアも当該発言報道[125]。韓国では2017年9月の時点では約300人の警察がいたが、約80人がTHAAD配備基地から4キロ離れた場所で待機しているなど韓国警察や指揮する韓国政府が違法検問などTHAAD配備を妨害を事実上放置。韓国軍関係者が「米軍の宿舎はもちろん、THAAD関連の施設工事もきちんと進んでいない」と暴露。在韓米軍が「韓国政府はTHAAD配備問題を放置している」「当初からTHAADに否定的だった文在寅政権は、事実上THAAD問題から手を引いているようだ。韓国政府の意思が全く見られない。」「THAAD配備に関する韓国政府の言動に対して、こちらは失望を超越して今や諦観の段階」と批判[126]。
- 3月27日：ニューヨークタイムズが北朝鮮の寧辺の核施設にある年間20kgのプルトニウムを生産可能である実験用軽水炉（ELWR）の試験運用が始まったと報道[127]。朝鮮日報はプルトニウムではなく、高濃縮ウランでの核開発にとっくに移行しているため、すでに2002年時点で使っていなかったプルトニウム抽出のための冷却塔を2008年に海外のマスコミ公開で爆破させた核放棄パフォーマンス再来の利用されると指摘[128]。
- 3月28日：中国国営メディアで流された習近平総書記が話す間に金正恩委員長が熱心にメモを取る姿が報道。金正恩委員長が「朝鮮半島での非核化」を述べた部分が北朝鮮国営メディアではカット[129][130]。
- 3月29日：南北首脳会談開催日発表。その数時間後にドナルド・トランプ大統領は韓国が「北朝鮮の完全な非核化原則」から逸脱した迂迴的方式など韓国がもしも北朝鮮への経済制裁に穴をあければ米韓FTAで相応の対価を払うことになると警告[131]。
- 3月30日：安保理は制裁対象に瀬取りなど北朝鮮の国連安保理決議違反に協力した会社や個人を更に追加した。制裁を主導したアメリカのニッキー・ヘイリー国連駐在米国大使は、追加制裁が確定後、「今回の歴史的な制裁パッケージの承認は、国際社会が北朝鮮政権に最大限の圧力を継続するという私たちの努力に団結していることを示している明らかシグナル」と評価[132][133]。
- 4月2日：2016年5月からサッカーの北朝鮮代表監督を務め、「北朝鮮は2022年のワールドカップ（W杯）カタール大会本選に進出」と好成績から契約との更新後に2017年に述べていたヨルン・アンデルセンが「経済的事情が良くないので、これ以上ここにいるのは不可能」とロイターにて発言。北朝鮮は自ら非核化させるには北朝鮮が経済制裁こそ重要との指摘[134]。
- 4月5日：ヘイリー米国連大使はノースカロライナ州のデューク大学での講演で、「北朝鮮が最近対話に乗り出したのはこれまで国連など国際社会の対北朝鮮経済・外交的圧力のため」「米朝首脳会談論の主題は一部非核化ではなく完全非核化にならなければならない」「金委員長が完全な非核化を選ばないならば米国はこれに合わせて対処するだろう。われわれは無責任な国（北朝鮮）の核兵器保有を望まない」とし、「トランプ政権が主導した国際的圧力で北朝鮮はいま孤立状態で、北朝鮮が対話に出てきたのはまさにそのためだ」と発言。過去の8回の北朝鮮との交渉と違って、トランプ政権は北朝鮮への制裁と圧力を維持していくと明確化。「国連はこれまで数回強力な対北朝鮮制裁を発動した。その結果北朝鮮の輸出が事実上中断され貿易量が9％減り、石油輸入も30％減少して北朝鮮労働者の海外送出も中断されて、いま北朝鮮はほとんど窒息死水準だ」と主張[135]。
- 4月11日：世宗研究所の統一戦略研究室長が金正恩が執権以降に銃殺及び処刑された北朝鮮幹部の統計は約140人余りで1997年から2000年までにあった金正日による幹部を最低2000人処刑した深化組事件の約7％だからとして、「金正恩のリーダーシップを再評価すべき。李明博、朴槿恵政権は金正恩を残酷な指導者という否定的なイメージだけを植え付けようとした。しかし実は違う」と発表[136]。韓国国防部は北朝鮮の核・ミサイルの脅威に対応するため韓米が合意したTHAAD配備の工事に反対する団体側に「12日に建設装備を搬入したい」と伝達。反対団体は「屋根の工事だけ許諾する」「工事の過程を監視できるようにしろ」と要求[137]。
- 4月12日：星州に配備したTHAAD基地の施設工事のため建設資材や装備搬入を職業活動家のTHAAD反対団体や約20人の地域住民で構成された150人の「米軍は去れ」「米軍のための工事は中断せよ」「米軍関係者の立ち入り禁止」などとの反対行動をうけて、約4000人の警察を周りに立ってデモ隊を眺めるだけに配備した韓国政府は予定撤回した。韓国国防部は「2017年11月に基地の中へ持ち込んでいた建設重機だけでも搬出させて欲しい」と要請。市民団体の許可後に重機のみ搬出[138][139][140]。
- 4月16日：アメリカ政府は米国商務省は北朝鮮に携帯電話を輸出するなど北朝鮮とイランへの制裁に違反してこれらと取引した中国の大手通信会社ZTEについて、11億9000万ドル（約1775億円）の罰金の後にZTEが約束違反したことで今後7年間アメリカ国の企業との取引禁止という強力な追加制裁[141]。日中外相会談のために訪日した中国の王毅外相は3月下旬に行われた中朝首脳会談の結果を日本側に説明と意見交換を行い朝鮮半島問題における日本の姿勢を評価し、6カ国協議再開の要望を表明[142]。
- 4月17日：BBCが北朝鮮政権によって北朝鮮の国民を使ってロシアやポーランドなど海外労働で稼いだお金が上納させて核開発の資金源にしていると北朝鮮による奴隷労働を報道。太永浩元駐英北朝鮮公使はBBCのインタビューで「北朝鮮に流れたカネが平和な場所に使われていれば、北朝鮮は今よりはるかに産業が近代化していたはずだ」と「この膨大なカネが金氏一族の個人的なぜいたく品や核・ミサイル開発に使われたのは明らかな事実」と指摘[143][144]。
- 4月18日：日米首脳会談にて安倍首相にトランプ大統領が「日本に重要な懸案である日本人拉致問題について積極的に話をしたい」「日本に重要な問題であるという点を理解している」と米朝会談にて拉致問題を提起すると明言[145][146]。トランプ大統領は「日本と米国は北朝鮮問題で、しっかりと手を携え、まったく意見は一致している。金正恩・朝鮮労働党委員長との会談が6月の初旬かその前にあるかもしれない。(北朝鮮との会談が)うまくいかない可能性もあるし、会談が開かれない可能性もある」とし、「これまで取ってきた非常に強い姿勢で臨みたい」と発言。日米首脳が北朝鮮の核・ミサイルを「検証可能で不可逆的な廃棄を目指す方針と最大限の圧力を維持していくこと」を確認[147][148]。
- 4月21日：科学国際安全保障研究所（ISIS）のデービッド・オルブライト所長が、北朝鮮が中朝国境を流れる鴨緑江沿いの青水で原子炉の一種である黒鉛減速炉にも使用される高純度の黒鉛の製造工場を新設していると警告[149]。
- 4月21日：「経済建設と核武力建設の併進路線の偉大な勝利を宣言することについて」という決定書を発表。核兵器の完成と勝利を宣言し、「2018年4月21日からの核試験と大陸間弾道ロケット（ICBM）発射実験を停止する」と2017年10月に既に崩壊・汚染で使用不可になっている豊渓里核実験場の放棄発表。朝鮮日報は既に不要な施設放棄を冷却棟爆破パフォーマンスのように用いるのだと指摘。ソウル経済新聞は第三回南北首脳会談後に1990年9月3日の北朝鮮国営労働新聞で要求してきたような段階的な在韓米軍の削減、または撤収を要求の可能性指摘。1992年の南北が締結した不可侵合意への北朝鮮の認識必要と主張[150][151][152][153]。ニューヨーク・タイムズは北朝鮮が核兵器を放棄するかどうかが重要と論評し、「譲歩を引き出すために相手を混乱させる、北朝鮮のこれまでの古い戦術の焼き直しに過ぎない」と報道。ワシントン・ポストも「北朝鮮は違法な兵器開発を外国から隠してきた長い歴史がある」と指摘し核兵器廃棄の検証方法などに懸念[154]。放棄するという豊渓里核実験場は既に崩壊事故で使えない寿命を迎えた施設であり、非核化交渉の核心は、プルトニウムと高濃縮ウランなどの核物質の生産放棄と廃棄、更に核を乗せ運ぶための核弾頭の廃棄など主眼を置くべきだと指摘。北朝鮮はすでに地下秘匿施設で生産された核弾頭と核物質を保管しているため、最終的に必ずそれらの存在を否定して隠蔽すると指摘[155]。朝鮮日報も核実験場廃棄の発表が「第2の寧辺冷却塔爆破ショー」であり、6度の核実験で咸鏡北道豊渓里の核実験場は汚染と崩壊し、そもそも経済制裁で大打撃を受けていることによる経済難でICBMや核実験資金も無いため制裁解除のためのパフォーマンスと指摘[156]。
- 4月22日:北朝鮮への観光客中国人32人死亡、2人が重傷、バス運転手を含めた北朝鮮人スタッフ4人全員死亡という中国最大手金龍客車の輸出したバスで大事故。中国政府が国策である北朝鮮との友好阻害となるして事故に関するネットの書き込みを一斉削除[157]。
- 4月24日:アメリカの上院が、中国政府に対して中国に逃げた脱北者の強制送還の中止などを求める内容を新たに反映した北朝鮮人権法延長案を全会一致で可決[158]。
- 4月26日:NATO事務総長はベルギーのブリュッセルのNATO本部で、「北朝鮮の行動に具体的な変化があるまで、私たちは北朝鮮に対する圧迫と制裁を継続することが必要」「私たちがここ数週間に渡って、この進展を目撃することができた理由の一つは、北朝鮮に対する強力な圧迫があったから」とし、「特に国連が採択した制裁だ」と強調[159]。
- 4月27日:金正恩委員長と文在寅大統領による第三回南北会談開催。「完全な非核化を通じ、核のない韓半島（朝鮮半島）を実現するという共通の目標を確認した」と含んだ合意。合意した内容が北朝鮮が考える非核化は依然としてアメリカによる韓国への核の傘廃棄を含む「朝鮮半島の非核化」で2005年9月19日の北朝鮮が核兵器廃棄を約束した「北朝鮮は全ての核兵器と現存する核計画の放棄を公約した」との共同宣言より後退し、南北首脳会談で宣言文の主題が北朝鮮の非核化ではなく、韓国からの北朝鮮への支援ばかりと指摘。韓国政府が会談前に「非核化で成果が出なければ経済協力について話し合うことはできない」「（経済協力は）今回の核心議題ではない」などとコメントしていたが、合意内容での核言及は1割未満で経済協力で溢れて10兆円規模との試算[160][161]。2000年に脱北した脱北者同志会のソ・ジェピョン事務局長は平気な顔で金委員長が脱北者について言及する放送を見て、「惨憺たる思い」「脱北者たちは飢えと人権弾圧を逃れて命懸けで脱出した人々だ」「北朝鮮の世襲政権は大飢饉に見舞われた1995から98年の苦難の行軍の時も救援活動ではなく核兵器開発に執着し、数百万人の餓死者を出した」と激怒。2010年の韓国海軍哨戒天安爆破・沈没事件と延坪島砲撃事件の被害者・遺族たちは「首脳会談よりも前に解決すべき問題がある」と戦死者を無視する韓国政府の姿勢を批判。延坪島砲撃で戦死したソ・ジョンウ伍長の母親は「テレビを見ることができなかった。私の息子を殺した殺人者の息子は一言も謝罪の言葉を発しなかった。北朝鮮の挑発行為による兵士たちの戦死が、南北首脳会談で消しゴムを使うかのように消し去られてしまったらどうしよう」と韓国内の北朝鮮の攻撃で亡くなった人たちへの世論の冷たさを悲観。天安爆破・沈没事件について一言も言及しなかったことで天安艦遺族会のイ・ソンウ会長は「文大統領が謝罪の言葉を全く要求しなかった」と批判。しかし、文大統領は、北朝鮮の住民に対する喚起で最も強力な手段となっている韓国に関する情報提供を「拡声器放送やビラ散布など、互いに向けた一切の敵対行為をしない」と中止約束。そのため、複数の北朝鮮人権団体は「北朝鮮政権は必要があれば手のひらを返すように自分が言った言葉を覆す集団だ。我々はまただまされている。」「5月初頭にも北朝鮮を批判するビラ20万枚を飛ばす」「もしも韓国軍や韓国警察が北朝鮮の顔色をうかがってこれを阻止するなら、それこそ全体主義的な発想だ」と北朝鮮住民の人権は無視している韓国政府を牽制。長期間にわたり北朝鮮にスパイ容疑で拘束され、2017年に北朝鮮から解放されたが拷問のために脳死状態で帰国後に死亡したアメリカ人大学生オットー・ワームビアの両親は、北朝鮮政府が拷問殺人した責任を問う訴訟をワシントンD.C.の連邦地方裁判所に提出[162]。マイク・ポンペオ国務長官は「トランプ大統領の過去最大の圧迫作戦と世界的に行われた対北朝鮮圧迫がなければ、私たちは今ここまで来なかっただろう」と制裁が北朝鮮に有効と指摘、北朝鮮の非核化という目標は不変と発言。ポンペオ国務長官は「アメリカは、韓国や日本など私たちの同盟国との統一した対応で継続して緊密に協力する」とし「北朝鮮との約束は良いが、透明かつ検証可能な行動が不可欠」「(アメリカは)検証可能で不可逆的な北朝鮮の大量破壊兵器プログラムを遅滞なく廃棄することに専念している」と恒久的で検証可能で不可逆的な廃棄の目標は不変で北朝鮮が非核化するまで最大圧迫作戦の継続強調[163]。
- 4月29日:ニューヨーク・タイムズは「懐疑的」（skeptical）という言葉を5回も使用して、北朝鮮が言う「朝鮮半島の非核化」と米韓同盟の解体であり、今回の南北首脳会談で合意された「完全な非核化」は、大きな意はなく、北朝鮮は「核武力完成」させた成果を放棄しないと指摘。「韓国と中国が北朝鮮に対する制裁を解いて、大規模な支援をする日が遠くない」と北朝鮮の狙っていた制裁解除策略が成功するとし、逆に北朝鮮は最終的に必要なことをすべて得て核武装国としての地位を確保した内容と指摘。ワシントン・ポストも「期待は禁物」、韓国政府の韓国運転論との主張に「実際、運転席に座ったのは北朝鮮であり、今の朝鮮半島周辺情勢を見ると北朝鮮の意中の通り戻っている」と指摘[164]。
- 5月1日:韓国政府傘下の韓国農漁村公社がアメリカと国際社会の対北朝鮮制裁が解除されることを前に、北朝鮮への制裁で閉鎖されている開城工業団地の背後地域に新たに北朝鮮の支援のために汝矣島の1.5倍の広さという巨大な農業団地の造成検討[165]。「もし、(米朝)平和協定が締結されれば、在韓米軍はどうなるのか」という質問に、文正仁外交安保特別補佐官は「駐留を正当化するのは難しい」という撤退容認。世論反応調査として大統領代わりに発言役である文正仁外交安保特別補佐官は2月に『在韓米軍は韓国大統領が出て行けといえば出ていかなければならない』と主張し、4月の文大統領による「北朝鮮が在韓米軍撤収を要求したことがない」と発言していたため同様に議論喚起[166]。北朝鮮の核問題をめぐる六カ国協議のアメリカ代表を務め、何度も訪朝して実際に交渉を行った「対話派」であるクリストファー・ヒル元国務次官補は「（南北首脳会談後）金正恩朝鮮労働党委員長を正常でかつユーモアあふれる人間のように（韓国政府関係者や多くの韓国メディアが）描いている」「北朝鮮が非常に残酷な政権であることを絶対に忘れてはならない」と警告。板門店での合意に「過去のものを繰り返したものに過ぎない」と指摘[4]。
- 5月3日:マイク・ポンペオ国務長官就任。就任演説で「私たちは、永久的で、検証可能で、不可逆的な北朝鮮の全破壊兵器の廃棄を遅滞なく行うために専念する」と宣言。「完全で、検証可能であり、不可逆的な北朝鮮の核廃棄」という立場から強化[167]。東シナ海の公海上で北朝鮮船籍のタンカーに韓国船籍のタンカーが横付けて瀬取りしているのを警戒に当たっていた海上自衛隊の艦船が発見、韓国政府は事実関係求める要求に無回答[168]。
- 5月4日:トランプ大統領はオットー・ワームビアさんの両親と電話通話をし、今回の北朝鮮との交渉で北朝鮮の人権問題への意志を再確認[169]。
- 5月5日:韓国にて脱北者団体が、「つい最近まで残忍な処刑と核実験、ミサイルでの挑発で広く恐怖を与え、韓国と世界を脅迫した金正恩が突然、偽りの対話攻勢と偽善の平和攻勢に乗り出した。韓国社会は盲目的な平和ムードに陶酔している」として北朝鮮の体制を非難するビラを飛ばそうとしたが、文大統領の阻止中止指示を受けた警察約300人が阻止。脱北者らは「北朝鮮は何も変わっていないのに、韓国人は金委員長の平和攻勢に酔いしれている」と指摘[170][171][172]。北朝鮮自由連合のスーザン・ショルティ代表は記者会見で、「韓国政府は北朝鮮内部に(北朝鮮の真実に関する)情報を入れさせないようにしている。真実を伝える脱北者の声を韓国政府が排除しようとしていること自体にとても胸が痛む」と批判。脱北者である北朝鮮戦略センターの姜哲煥代表も「北朝鮮住民の知る権利を保障することは北朝鮮に対する敵対行為になり得ない。北朝鮮住民の知る権利と人権問題から目をそむけることこそ北朝鮮住民に対する敵対行為だ」と批判。自由北朝鮮運動連合の朴相学代表は「韓国社会は盲目的な平和ムードに陶酔している」と指摘[173]。
- 5月6日:北朝鮮が保有している大量破壊兵器と中・短距離を含む全ミサイルの廃棄のための両国協力を日米合意。日米間でアメリカ本土を脅かすICBMだけではなく、日本を射程に置く中・長距離ミサイルまで廃棄対象であることを明確化[174]。
- 5月8日:中国の習近平中国共産党総書記と北朝鮮の金正恩朝鮮労働党委員長の2回目会談[175]。北朝鮮に通信機器輸出するなど北朝鮮制裁に違反した取引したことで4月16日に強力な罰則制裁を受けた中国大手通信機器の中興通訊（ZTE）はアメリカ政府から受けたアメリカ企業からの部品供給禁止制裁で広東省深圳市の本社内の直営店で全商品を撤去、自社のネット販売も停止に追い込まれるなどアメリカの制裁から3週間で全てのスマートフォン販売停止[176]。文在寅大統領が読売新聞のインタビューを受けたこと韓国政府が公表したが、読売新聞の質問部分を削除して公開し、韓国人拉致被害者など不都合だと判断した質疑削除が波紋。北朝鮮の「完全かつ検証可能で不可逆的な非核化」（CVID）関連質疑を受けたという事実、また約400人韓国人拉致被害者と関連した内容が含まれた質問が読売新聞からあったという事実を隠蔽[177]。
- 5月10日:ドナルド・トランプが自身のTwitterにて、トランプ - 金正恩首脳会談をシンガポールで開催することを発表[178][179]。北朝鮮による事前通告なしでの相次ぐ弾道ミサイル発射が旅客機の運航に重大な危険を及ぼしているために理事会で北朝鮮への非難決議を2017年10月にした国連のICAOに対して、北朝鮮は「核戦力が完成したため、民間航空機に危険を及ぼすような、事前通告なしのミサイル発射実験などは今後、行わない」とし、核兵器・弾道ミサイルが完成して核保有国になったからとして今後は守ると説明[180]。
- 5月11日:米朝首脳会談が6月12日にシンガポールで開かれることが決まったことについて、北朝鮮の国営メディアである朝鮮労働党機関紙「労働新聞」は米朝首脳会談の開催日程や場所など一切報道せず、社説にて4月の党中央委員会総会に触れて、これまで掲げてきた核開発と経済建設を並行して進める「並進路線」にて「勝利した」と宣言[181]。
- 5月12日:北朝鮮が平壌商業大学の女子学生を中国内の食堂に従業員として派遣して、学生らには賃金は渡さないことで外貨稼ぎをしていることが発覚[182]。
- 5月13日:元駐英北朝鮮公使の太永浩は北朝鮮の交渉方法について、「初めに概念的に合意し、後でその概念の具体的な内容を聞いて破ることで時間稼ぎ」と解説。2017年9月から12月までの国連の対北制裁が2件の破壊力について北朝鮮も予測出来ずに大打撃を受けたため交渉に出て来たと指摘。核兵器について金正恩が「平和守護の強力な宝剣」と定義していて、「我々子孫がこの世で最も尊厳高く、幸せな生活を享受することができる確固たる担保」と述べていることからと核兵器の一部放棄は未だしも北朝鮮が完全な核放棄は決して有り得ないと分析[183]。米国のABC、CNNによる「恒久的な非核化（PVID）とはどんなものか」との質問にボルトン大統領補佐官（国家安全保障担当）は全ての核兵器を除去・廃棄し、米国に搬入することと言及。「北朝鮮の非核化」とは単に核兵器放棄だけを意味するわけではなく、北朝鮮がウラン濃縮とプルトニウム再処理能力・弾道ミサイルの放棄なども含有する不可逆的なものだと解説[184]。
- 5月14日:太永浩元駐英北朝鮮大使が『3階書記室の暗号―テ・ヨンホの証言』を出版。韓国国会で「北朝鮮核問題の終着的な解決を望むなら、レジームチェンジ(政権交代)と人権保障の道しかない」「完全な非核化(CVID)は北朝鮮が崩壊した後でも可能」と講演[185]。
- 5月15-16日:北朝鮮側から15日午前9時過ぎに「ハイレベル会談を16日に開催しよう」と韓国側に板門店の連絡官チャンネルを介して提案。しかし、16日午前10時に予定されていた南北ハイレベル協議の開始時刻まで10時間を切った同日午前0時30分頃に、毎年行われて今年は11日からで北朝鮮の開催要望した15日以前から行われていた米韓空軍演習「マックスサンダー[186]」を理由に一方的「無期限延期」通告[187]。会談の中止に遺憾の意を示した韓国政府を「判断能力のない無知無能な集団」と指摘[188]。北朝鮮による米朝首脳会談中止言及を受けて、アメリカのホワイトハウスの報道官は、「北朝鮮が会談したければ、その用意はある。もし会談したくないのなら、それでも構わない」「これは我々の想定内」「(トランプ)大統領は厳しい交渉の用意をしているし、北朝鮮が会談を望むなら準備を整えます。もし(北朝鮮が米朝首脳会談を)望まないなら、それでも構いません。その場合は、我々は最大限の圧力をかけ続けます」とコメント[189][190]。
- 5月17日:アメリカのトランプ大統領は北朝鮮の態度変化について5月8日の習近平と金正恩の会談に言及し、「中国の習近平国家主席が北朝鮮の金正恩朝鮮労働党委員長に影響を及ぼしている可能性がある」と指摘[191]。